# 尾崎允実
尾﨑 允実（おざき まさみ、1959年6月9日 - ）は、映像、出版プロデューサー。兵庫県美方郡新温泉町出身。新温泉町観光大使（2018年11月11日より）。

## 来歴
- 1982年、大学在学中にアルバイトでテレビ朝日の情報番組「おはようテレビ朝日」ADとなる。大学在学中のまま、ベースボール・マガジン社「月刊プロレス」「デラックスプロレス」編集部へ。数ヵ月後「週刊プロレス」の創刊に関わり、記者となる。その後、フリーになり「平凡パンチ」などで執筆。
- 1984年6月、古舘伊知郎の独立に伴い古舘プロジェクトの設立に参加。マネージャーとなる。同社を退社後、芸能プロダクションに5年勤務。
- 1989年　UWF（TBS）2作品、LD（パイオニアLDC）、新格闘技伝説（東宝）各作品を制作する。
- 1989年7月、クロスファイヤー高田延彦テーマ曲（CBSソニー）制作。
- 1991年、番組制作、タレントマネージメントのプロダクション、株式会社レッシングを設立。代表取締役就任。
- 1993年5月、株式会社ワールドパンクラスクリエイト設立に参加、代表取締役に就任。
- 1993年9月、東京ベイNKホールでパンクラスの旗揚げ大会を開催。各試合時間が短かったことから「秒殺」という言葉が生まれる。
- 1994年〜1995年にかけて全米でパンクラスの興行を4回PPV放送。日本で行われた格闘技興行が全米で放送されたのは史上初。
- 2000年5月26日、船木誠勝VSヒクソン・グレイシー（東京ドーム）を仕掛ける。総合格闘技が地上波のプライムタイムで放送されるのは、これが史上初だった。
- 2008年、新設された株式会社パンクラスに営業権譲渡。15年のプロモーター生活に終止符を打つ。
- 現在、M2 Entertainment 代表　映像、出版プロデューサー。

## 主な企画　プロデュース作品[1]
- 1992年11月 書籍「大場政夫の生涯」石塚 紀久雄（東京書籍）　　（企画）
- 1993年7月、CD「布川俊樹 VALIS - Under Construction」（ビデオアーツミュージック）　（エグゼプティブプロデューサー）
- 2008年5月、DVD「パンクラス15年の軌跡」（ベースボール・マガジン社）　（プロデューサー）
- 2013年10月19日公開　映画「キタキツネ物語 35周年リニューアル版」（プロデューサー）
- 2013年10月31日発売、写真集「ワンダイレクションONE DIRECTION 『1 one』写真集」（エグゼプティブプロデューサー）
- 2013年11月8日放送、テレビ番組「ラウェイ」WOWOWドキュメンタリー（企画協力）
- 2014年12月14日放送「北斗旗 第4回世界空道選手権大会・第1回世界空道ジュニア選手権大会」Jスポーツ（エグゼプティブプロデューサー）
- 2015年6月6日、10月4日放送「ZONE」MXTV（プロデューサー）
- 2016年2月10日発売「補欠選手はなぜ金メダルを取れたのか」五十嵐久人　中央公論新社（プロデューサー）
- 2016年2月16日発売「ティーボールのすべて」吉村正　ベースボールマガジン社（プロデューサー）
- 2017年5月18日発売「20年増収増益を続ける店の秘密」河邉幸夫　中央公論新社（プロデューサー）
- 2018年2月25日発売「マイ・アイドロジー」JUNKO SAKURADA  JS001(プロデューサー)
- 2019年2月3日、10日(14:00〜14:55)放送　フジテレビ「ザ・ノンフィクション 」新・漂流家族 前編、後編　制作協力
- 2019年4月28日(深夜26時〜27時30分)放送「これが総合武道・空道だ！！」BS 11 ✳第5回世界空道選手権大会・第2回世界空道ジュニア選手権大会」(プロデューサー)
- 2023年11月27日アニメ「陰陽師」Netflix  制作協力
- 2024年5月23日アニメ「餓狼伝The Way of the Lone Wolf」Netflix   制作協力

## 書籍
- パンクラス 15年の真実 総合格闘技の舞台裏回顧録（エンターブレイン）, ISBN 4757748094 / 9784757748095 (2009/3/26)